# Свети Николай (Полигирос)
„Свети Николай“ (на гръцки: Αγίου Νικολάου) е православна църква в град Полигирос, Гърция, катедрален храм на Касандрийската епархия.

## Възрожденски храм
Храмът е изграден в 1836 година след изгарянето на градчето в Халкидическото въстание от 1821 г. За това свидетелства възпоменателна мраморна плоча, разположена в западния край на северната външна стена на сегашния храм. Надписът в стихове дава годината 1836 година и името на епископ Яков Касандрийски:
| „ | Πόθῳ ζέοντι καί προθύμῳ καρδία Ναόν Σου τοῦτον δείμαντο Ἰεράρχα οἱ παῖδες οἱ σοί κάτοικοι Πολυγέρου ὅπως ἐκ βλάβης και λοιμικῆς τῆς νόσου σκέπῃς τουτουσί πρεσβεύεων πρός τό Θεῖον ῥύοις δή κἀμέ καιροῖς ἐμπεριστάτοις σόν ἀρχιθύτην τόν ἐν τῇ Πάτμῳ φῦντα τοῦ ἐν Κασσάνδρᾳ λογικοῦ Σου ποιμνίου † Ὁ Κασσανδρείας ΙΑΚΩΒΟΣ τῷ ᾳωλς’ (1836) | “ |

Очевидно след като става касандрийски митрополит Яков започва да изгражда нова катедрала, която обаче, за разлика от изгорената църква, не е посветена на свети Харалампий, тъй като по това време в Полигирос върлува чума. Това се разбира от надпис под иконата на Свети Модест – „Παντοίας βλάβης ἀπάλλαττε καί νόσου, τούς νῦν σεπτήν Ἱεράν σήν εἰκόνα τεύξαντας λαμπρῶς χάριν ἀμπλακημάτων. 1843“.
За църквата има важно свидетелство от секретария на митрополит Хрисант Касандрийски (1865 - 1867) Н. В. Хрисантидис, според който митрополит Яков в непосредствена близост до храма построява и училище. Няколко години по-късно при епископ Ириней е построена и камбанария.
Храмът е построен върху същите основи и има същата форма като изгорялата църква – типичната за епохата базилика с екзонартекс. Има красив резбован иконостас с красиви царски и празнични икони. Над храма има доста голям кръст с Разпятието и четиримата евангелисти. На царските двери е Благовещението, а на северната и южната олтарна врата Василий Велики и Йоан Златоуст.
Храмът има сегашния си вид от 1964 година при митрополит Синесий. Иконостасът в 1964 година е заменен с мраморен, като са запазени само кръста с разпятието и трите олтарни врати. Иконите са в добро състояние, дело на атонския монах Йоасаф Никифору, както се вижда от надписа върху иконата на Свети Николай „Αύτή ἡ Ἁγία καί σεβαστή εἰκών τοῦ Ἁγίου Νικολάου ἐνιστορήθη δι’ ἐξόδων τοῦ τιμιωτάτου κυρίου Στεργιανοῦ Μαρίνου καί ἀφιερώθη ὡς μνημόσυνον αὐτοῦ τε καί τῶν τέκνων του. ΑΩΛΕ’ (1835). Χειρός Ἰωάσαφ Νικηφόρου“. Формите на лицата са изключително изчистени. В 1988 година мраморният иконостас е заменен с резбован дървен, дело на свещеник Константинос Скалистис и на сина му Христос от Борботско, Костурско. В него са вградени всички икони от стария иконостас, както и олтарните двери, а кръстът е разположен отгоре.